# Michał Budny (malarz)
Michał Budny (ur. 1976 w Lesznie) – polski artysta.
Michał Budny związany jest z galerią Raster z Warszawy, reprezentowany przez Johnen Galerie z Berlina, Nachst St.Stephan Rosemarie Schwarzwaelder z Wiednia oraz Annex14 z Berna.

## Wystawy indywidualne
- 2016
  - Miasto z innego snu, Miejskie Biuro Wystaw Artystycznych, Leszno[2];
- 2015
  - KORONA, Galeria Raster, Warszawa[3];
  - Michal Budny, Moderne Galerie, Saarlandmuseum, Saarbrücken[4];
- 2011
  - Kunstmuseum Stuttgart, Stuttgart, Niemcy;
  - Between, Kunstverein fuer die Rheinlande und Westfalen, Düsseldorf, Niemcy;
  - Mirror, Galerie Nachst. St.Stephan Rosemarie Schwarzwaelder, Wiedeń, Austria;
- 2010
  - Author, South London Gallery, Londyn, Wielka Brytania;
- 2009
  - Beginning, Dvir Gallery, Tel Aviv, Izrael;
  - Powroty, Galeria BWA, Zielona Góra, Polska;
  - Foreign Affair, Galerie Annex 14, Berno, Szwajcaria;
  - Prace, Centrum Sztuki Współczesnej Zamek Ujazdowski, Warszawa, Polska;
  - Światło, Galeria Raster, Warszawa, Polska;
- 2008
  - "Romantyczność", Centrum Sztuki Współczesnej Kronika, Bytom, Polska;
  - "Winter", Galerie Nachst. St.Stephan Rosemarie Schwarzwaelder, Wiedeń, Austria;
  - "Shot" – ze Zbigniewem Rogalskim, Jack Hanley Gallery, San Francisco, USA;
- 2007
  - "Stile", Johnen Galerie, Berlin, Niemcy;
  - "Origami", Johnen-Schoettle Galerie, Kolonia, Niemcy;
- 2006
  - "Instalation"- z cyklu "W centrum uwagi", Centrum Sztuki Współczesnej Zamek Ujazdowski, Warszawa, Polska;
  - "Bluebox", Galerie Annex 14, Berno, Szwajcaria;
  - "Projection" – ze Zbigniewem Rogalskim, Zachęta Narodowa Galeria Sztuki, Warszawa, Polska;
- 2005
  - "Map", Johnen-Schoettle Galerie, Kolonia, Niemcy;
- 2004
  - "Światło", Centrum Sztuki Współczesnej Zamek Ujazdowski, Warszawa, Polska;
- 2003
  - "Michał Budny", Galeria Raster, Warszawa, Polska;

## Wybrane wystawy zbiorowe
- 2010
  - "Fate Away", Galeria Raster, Reykjavik, Islandia;
  - "Quantos Queres", Galeria Marz, Lizbona, Portugalia;
  - "...um so mehr", Kunsthalle Goeppingen, Niemcy;
- 2009
  - "Warszawa w budowie", Muzeum Sztuki Nowoczesnej, Warszawa, Polska;
  - "Wolność od-zysku", Zachęta Narodowa Galeria Sztuki, Warszawa, Polska;
  - " Collapse, Collide, Combine: an Exhibition of small transitions", Tulip & Roses, Wilno, Litwa;
  - "The Obstracle is Tautology", Tulips & Roses, Wilno, Litwa;
- 2008
  - "Ilusion und Konsequenz", Kunsthalle Mainz, Moguncja, Niemcy;
  - "Re-Construction", Biennale Młodych, Central Cultural Meta, Bukareszt, Rumunia;
  - Manifesta 7 Europejskie Biennale Sztuki Współczesnej, Trentini- Północny Tyrol, Włochy;
  - "Krzywe koło", Galeria Raster, Warszawa, Polska;
  - Site 7 Międzynarodowe Biennale Sztuki Santa Fe, Santa Fe, Nowy Meksyk, USA;
  - "Der grosse Wurf", Museum Haus Lange, Kunstmuseen Krefeld, Krefeld, Niemcy;
- 2007
  - "Betonowe dziedzictwo. Od Le Corbusiera do blokersów", Centrum Sztuki Współczesnej Zamek Ujazdowski, Warszawa, Polska;
  - "Species of spaces and other places", Hollybush Gardens Gallery, Londyn, Wielka Brytania;
  - "Bodycheck", 10 Triennale Kleinplastik Felbach, Felbach, Niemcy;
  - "Manipulacje. O ekonomii kłamstwa", Centrum Sztuki Współczesnej Zamek Ujazdowski, Warszawa, Polska;
  - "Tu zaszła zmiana", Kordegarda Państwowa Galeria Sztuki, Warszawa, Polska;
- 2006
  - "Muzeum jako obiekt pożądania", Muzeum Sztuki w Łodzi, Łódź, Polska;
  - "Das Radio empfiehlt", Bielefelder Kunstverein / Kunstverein Nurnberg, Bielefeld i Norymberga, Niemcy;
  - "W Polsce, czyli gdzie?", Centrum Sztuki Współczesnej Zamek Ujazdowski, Warszawa, Polska;
  - "Architektura intymna, architektura porzucona", Centrum Sztuki Współczesnej Kronika, Bytom, Polska;
- 2005
  - "Spojrzenia 2005", Nagrody Fundacji Deutsche Bank- wystawa, Zachęta Narodowa Galeria Sztuki, Warszawa, Polska'
  - "Broniewski", Galeria Raster, Warszawa, Polska;
  - "Post-modellismus", Krinzinger Projekte, Wiedeń, Austria;
  - Międzynarodowe Biennale Sztuki Praha 2005, Narodowa Galeria Sztuki, Praha, Czechy;
  - "More things", Galerie Annex 14, Berno, Szwajcaria;
- 2004
  - "From My Windows. Artists and thier Territories", Państwowa Akademia Sztuk Pięknych, Paryż, Francja;
  - "Nowa Huta", Kunstverein Muenster, Minster, Niemcy;
  - "Akcja równoległa", Fundacja Galerii Foksal, Cieszyn, Polska;
  - "Die leichte Arbeit", Kulturbrauerei, Berlin, Niemcy;
  - "Prym", BWA Zielona Góra; Fundacja Galerii Foksal, Warszawa, Polska.